# Wilhelm Gotthold von Thermann

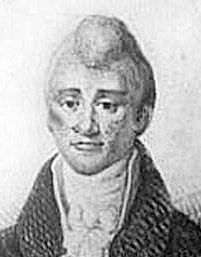
Wilhelm Gotthold von Thermann

Wilhelm Gotthold von Thermann, ab 1790 Freiherr von Thermann (* 15. März 1762 in Zörbig; † 4. Dezember 1825 in Wallichen), war ein deutscher Jurist und kursächsischer Oberhofgerichtsrat in Leipzig. Für seine Verdienste wurde er in den Freiherrenstand erhoben.

## Leben und Wirken
Wilhelm Gotthold Thermann wurde als Sohn des Kaufmanns David Thermann in der Amtsstadt Zörbig im Hochstift Merseburg geboren. Nach Schulbesuch studierte er Rechtswissenschaft an der Universität Leipzig und wurde zum Dr. jur. promoviert. Danach trat er als Jurist in den Dienst der Wettiner und war für diese zunächst Assessor und später als Oberhofgerichtsrat in Leipzig tätig.
Im Juli 1790 kaufte David Thermann für seinen achtundzwanzigjährigen Sohn Wilhelm Gotthold für 32.500 Taler das Rittergut Gollma, das bis 1947 in Familienbesitz blieb. Es diente als Sommersitz der Familie und wurde von Pächtern bewirtschaftet.
Am 11. September 1790 erhob Kurfürst Friedrich August III. von Sachsen, der vom 20. Februar bis  9. Oktober 1790 Reichsvikar war, Wilhelm Gotthold Thermann in den Freiherrenstand.
Wilhelm Gotthold von Thermann war mit Wilhelmine Hildebrandine geborene von Hönning verheiratet. Sie war ein Patenkind von Johann Wolfgang von Goethe (1749–1832) und erbte später das Rittergut in Wallichen, das heute ein Stadtteil von Erfurt ist. Das Ehepaar von Thermann hatte drei Söhne und drei Töchter. Im Jahr 1811 besuchte Goethe das Rittergut Gollma im Zusammenhang mit der Patenschaft über zwei Söhne.